# 11 ذو القعدة
- السبت
- الأحد
- الاثنين
- الثلاثاء
- الأربعاء
- الخميس
- الجمعة

- 2826 أبريل 2025
- 2927 أبريل 2025
- 3028 أبريل 2025
- 129 أبريل 2025
- 230 أبريل 2025
- 31 مايو 2025
- 42 مايو 2025
- 53 مايو 2025
- 64 مايو 2025
- 75 مايو 2025
- 86 مايو 2025
- 97 مايو 2025
- 108 مايو 2025
- 119 مايو 2025
- 1210 مايو 2025
- 1311 مايو 2025
- 1412 مايو 2025
- 1513 مايو 2025
- 1614 مايو 2025
- 1715 مايو 2025
- 1816 مايو 2025
- 1917 مايو 2025
- 2018 مايو 2025
- 2119 مايو 2025
- 2220 مايو 2025
- 2321 مايو 2025
- 2422 مايو 2025
- 2523 مايو 2025
- 2624 مايو 2025
- 2725 مايو 2025
- 2826 مايو 2025
- 2927 مايو 2025
- 128 مايو 2025
- 229 مايو 2025
- 330 مايو 2025

11 ذو القعدة أو 11 ذو القعدة الحرام أو يوم 11 \ 11 (اليوم الحادي عشر من الشهر الحادي عشر) هو اليوم السادس بعد الثلاثمائة (306) من أيَّام السنة (أو السابع بعد الثلاثمائة لو كان شهر رمضان مُتممًا لليوم الثلاثين أو الثامن بعد الثلاثمائة لو أتم كلًا من صفر وربيع الآخر وجمادى الآخرة وشعبان ورمضان ثلاثين يومًا) وفق التقويم الهجري القمري (العربي). يبقى بعده 48 أو 49 يومًا لانتهاء السنة.

## أحداث
- 1074 هـ - العثمانيون يستولون على قلعة يني قلعة الحصينة داخل الحدود الألمانية، والتي تسبب تشييدها في نشوب الحرب بين الجانبين.
- 1076 هـ - الصدر الأعظم العثماني فاضل أحمد باشا الكوبريللي يتولى قيادة الحملة العثمانية لفتح جزيرة كريت، وقد استمر فاضل في الجزيرة طيلة 3 سنوات ونصف سنة حتى تم فتح كريت.
- 1094 هـ - الجيش البولوني وعدد من القوات من أوروبا يستولون على قلعة إستركون التابعة للدولة العثمانية بعد 22 يوما من الحصار.
- 1370 هـ - المملكة المتحدة توقع اتفاقية جديدة تضمن حصولها على امتيازات إضافية في قطاع البترول العراقي.
- 1395 هـ - المغرب وإسبانيا وموريتانيا يوقعون في مدريد معاهدة ثلاثية بشأن مستقبل الصحراء الغربية المحتله من قبل إسبانيا تخلت بموجبه إسبانيا عن إدارة الصحراء لصالح الدولتين.
- 1411 هـ - إريتريا تُعلِن إستقلالها من إثيوبيا، وإثيوبيا تصبح دولة مُغلقة بحريًا.
- 1420 هـ - صحيفة «كول هعير» العبرية تكشف النقاب عن خطة إسرائيلية تقوم عليها وزارة الأديان لحفر نفق جديد تحت ساحة المبكى.
- 1422 هـ - اغتيال القيادي السابق في حزب الكتائب اللبنانية إيلي حبيقة بتفجير عبوة ناسفة في بيروت.
- 1424 هـ - تحطم طائرة مصرية كانت تقل سياحًا فرنسيين في طريقها من مدينة شرم الشيخ إلى القاهرة حيث سقطت في البحر الأحمر وأدى ذلك مقتل 148 شخص.
- 1425 هـ -
  - الأردن يوقع اتفاقية ثانية بإنشاء المناطق الصناعية المؤهلة -المعروفة اختصارا باسم كويز- وهو ما أثار غضب المعارضة الأردنية حيث اعتبرتها «خطوة جديدة لربط الاقتصاد الوطني الأردني بالاقتصاد الصهيوني».
  - السعودية تسحب سفيرها من ليبيا وتطلب من السفير الليبي مغادرة المملكة وذلك بعد اتهامها للحكومة الليبية في مؤامرة ترمي لاغتيال ولي العهد الأمير عبد الله بن عبد العزيز آل سعود.
  - السلطة الفلسطينية تجري انتخابات بلدية بالضفة الغربية، حيث فازت حركة حماس بنسبة 40%، بينما فازت حركة فتح بـ60% من الأصوات رغم أن الضفة تعد المعقل التقليدي لحركة فتح.
- 1426 هـ - اغتيال الصحفي والنائب اللبناني جبران تويني.
- 1427 هـ -
  - المعارضة اللبنانية تنظم مظاهرة في بيروت للمطالبة بتشكيل حكومة وحدة وطنية.
  - افتتاح دورة الألعاب الآسيوية والتي تستضيفها قطر.
- 1431 هـ - الحكومة الهندية تصدر بيانًا يتعلق بهجمات مومباي الإرهابية خلص إلى أن جماعة «عسكر طيبة» هي منفذة العملية بدعم من وكالة الاستخبارات الباكستانية.
- 1433 هـ - رئيسا السودان عمر البشير وجنوب السودان سلفاكير ميارديت يتفقان في العاصمة الإثيوبية أديس أبابا على توقيع بروتوكول تعاون يشمل عددًا من القضايا.
- 1439 هـ - مقتل 221 شخصاً على الأقل وجُرح 200 آخرين خلال هجمات متفرقة داخل محافظة السويداء اتُهم تنظيم الدولة الإسلامية (داعش) بتنفيذها.

## مواليد
- 148 هـ - علي بن موسى الرضا، الإمام الثامن من أئمة الشيعة الاثنا عشرية.
- 363 هـ - محمد بن محمد بن النعمان، عالم ومحدث شيعي إمامي معروف بـ«الشيخ المفيد».
- 1254 هـ - إلياس صالح، كاتب، ومؤرخ، وأديب، وشاعر، ومترجم سوري.
- 1323 هـ - عبد العظيم الربيعي، فقيه وشاعر وكاتب إيراني.
- 1366 هـ - محمد القباني، ممثل أردني.
- 1377 هـ - جوليانو مير خميس، ممثل ومخرج وناشط سياسي عربي إسرائيلي.
- 1389 هـ - عبد المنعم عمايري، ممثل سوري.
- 1391 هـ - شعبان عباس، ممثل كويتي.
- 1400 هـ - مهرزاد مرعشي، مغني إيراني ألماني.

## وفيات
- 363 هـ - أبو الحسن ثابت بن سنان بن قرة، أحد أعلام النهضة العلمية في القرن الرابع الهجري.
- 805 هـ - سراج الدين البلقيني، أحد أئمة الفقه والحديث.
- 939 هـ - حسن بن نوح البهروجي، عالم مسلم إسماعيلي هندي.
- 1364 هـ - أحمد إبراهيم بك، فقيه وحقوقي وأكاديمي مصري.
- 1417 هـ - شكري سرحان، ممثل مصري.
- 1420 هـ - شفيق جلال، مغني مصري.
- 1422 هـ - إيلي حبيقة، قيادي في حزب الكتائب اللبنانية.
- 1423 هـ -
  - نجاح العبد الله، ممثلة سورية.
  - رزوق فرج رزوق، أستاذ جامعي وشاعر عراقي.
- 1426 هـ - جبران غسان تويني، صحفي وعضو بمجلس النواب اللبناني.

## وصلات خارجية
- موقع قصة الإسلام: حدث في شهر ذو القعدة.